# Elmar Klos
Elmar Klos (Brno, 26 de juny de 1910 – Praga 31 de juliol de 1993) va ser un director de cinema txecolovac conegut sobretot per la seva llarga relació professional amb el cineasta eslovac Ján Kadár, una productiva col·laboració de 17 anys que va donar lloc a una fructífera carrera plena de pel·lícules, la més destacada dels quals sigui probablement Obchod na korze (La botiga del Carrer Major), la qual va guanyar l'Oscar a la millor pel·lícula de parla no anglesa el 1965.

## Filmografia (selecció)
- 1952 – Únos, amb Ján Kadár
- 1955 – Hudba z Marsu, amb Ján Kadár
- 1957 – Tam na konečné, amb Ján Kadár
- 1958 – Tři přání, amb Ján Kadár
- 1963 – Smrt si říká Engelchen, amb Ján Kadár
- 1964 – Obžalovaný, amb Ján Kadár
- 1965 – Obchod na korze, amb Ján Kadár
- 1969 – Touha zvaná Anada, amb Ján Kadár